# Draft NFL 1947
Il Draft NFL 1947 si è tenuto il 16 dicembre 1946 all'Hotel Commodore di New York.

## Primo giro
|  | = Pro Bowler |  | = Hall of Famer |

| Scelta | Squadra             | Giocatore            | Ruolo           | College      |
| ------ | ------------------- | -------------------- | --------------- | ------------ |
| 1      | Chicago Bears       | Bob Fenimore         | Back            | Oklahoma A&M |
| 2      | Detroit Lions       | Glenn Davis          | Halfback        | Army         |
| 3      | Boston Yanks        | Fritz Barzilauskas   | Offensive guard | Yale         |
| 4      | Washington Redskins | Cal Rossi            | Back            | UCLA         |
| 5      | Pittsburgh Steelers | Hub Bechtol          | End             | Texas        |
| 6      | Green Bay Packers   | Ernie Case           | Back            | UCLA         |
| 7      | Chicago Cardinals   | DeWitt "Tex" Coulter | Tackle          | Army         |
| 8      | Philadelphia Eagles | Neill Armstrong      | End             | Oklahoma A&M |
| 9      | Los Angeles Rams    | Herman Wedemeyer     | Halfback        | St. Mary's   |
| 10     | New York Giants     | Vic Schwall          | Halfback        | Northwestern |
| 11     | Chicago Bears       | Don Kindt            | Back            | Wisconsin    |

## Hall of Fame
All'annata 2013, due giocatori della classe del Draft 1947 sono stati inseriti nella Pro Football Hall of Fame:
- Dante Lavelli, End dalla Ohio State University scelto nel 12º giro (163º assoluto) dai Los Angeles Rams.

Induzione: Professional Football Hall of Fame, classe del 1975.
- Art Donovan, Defensive Tackle dal Boston College scelto nel 22º giro (304º assoluto).

Induzione: Professional Football Hall of Fame, classe del 1968.